# Owen Hargreaves
Owen Lee Hargreaves (Calgary, 20 januari 1981) is een in Canada geboren Engels voormalig voetballer die als middenvelder speelde. Hij tekende in juli 2007 een vierjarig contract bij Manchester United, dat hem kocht van Bayern München. Door vele blessures raakte hij amper aan spelen toe in het shirt van Manchester United. In 2011 trok hij naar Manchester City, waarvoor hij een wedstrijd speelde. In augustus 2001 debuteerde hij in het Engels voetbalelftal, waarvoor hij meer dan veertig interlands speelde. In 2012 stopte hij met voetballen.
Hargreaves is de zoon van de Engelse Colin en Welshe Margaret Hargreaves die voor zijn geboorte naar het Canadese Calgary emigreerden. Colin speelde daar als voetballer bij de Calgary Kickers in de Canadian Soccer League. Eerder speelde hij ook in Engeland betaald voetbal, bij onder meer Bolton Wanderers.
Toen Hargreaves zestien jaar oud was, verhuisde hij van Calgary naar München, waar hij werd opgenomen in de jeugdopleiding van Bayern München. Hij speelde daar drie jaar in de jeugd tot hij op 12 augustus 2000 met de hoofdmacht zijn debuut in de Bundesliga maakte. In 2007 maakte hij de overstap naar Manchester United voor circa 25 miljoen euro. In 2008 raakte Hargreaves zwaar geblesseerd aan zijn knie. Eind augustus 2011 werd bekendgemaakt dat Hargreaves naar Manchester City vertrok. Hargreaves was vooral voor de breedte gehaald en speelde een wedstrijd voor Manchester City. In 2012 stopte hij definitief met voetballen.

## Nationaal team
Hargreaves beschikt over zowel een Canadees als een Brits paspoort en koos ervoor om voor het Engels voetbalelftal uit te komen. Op 15 augustus 2001 debuteerde hij tegen Nederland voor de Engelsen op White Hart Lane. Met zijn debuut werd Hargreaves de eerste speler van het Engels voetbalelftal ooit die niet geboren was, nooit woonde en (nog) nooit gevoetbald had in Engeland. Hargreaves kwam voor Engeland uit tijdens onder meer het WK 2002, het EK 2004 en het WK 2006.

## Cluboverzicht
| Seizoen   | Club              | Wedstrijden | Doelpunten | Competitie     |
| --------- | ----------------- | ----------- | ---------- | -------------- |
| 2000/2001 | Bayern München    | 14          | 0          | Bundesliga     |
| 2001/2002 | Bayern München    | 29          | 1          | Bundesliga     |
| 2002/2003 | Bayern München    | 25          | 1          | Bundesliga     |
| 2003/2004 | Bayern München    | 25          | 2          | Bundesliga     |
| 2004/2005 | Bayern München    | 27          | 1          | Bundesliga     |
| 2005/2006 | Bayern München    | 16          | 1          | Bundesliga     |
| 2006/2007 | Bayern München    | 10          | 0          | Bundesliga     |
| 2007/2008 | Manchester United | 23          | 2          | Premier League |
| 2008/2009 | Manchester United | 2           | 0          | Premier League |
| 2009/2010 | Manchester United | 1           | 0          | Premier League |
| 2010/2011 | Manchester United | 1           | 0          | Premier League |
| 2011/2012 | Manchester City   | 1           | 0          | Premier League |

## Erelijst
Bayern München
- UEFA Champions League: 2000/01
- Intercontinental Cup: 2001
- Bundesliga: 2000/01, 2002/03, 2004/05, 2005/06
- DFB-Pokal: 2002/03, 2004/05, 2005/06
- DFB-Ligapokal: 2000

 Manchester United
- UEFA Champions League: 2007/08
- Premier League: 2007/08

 Manchester City
- Premier League: 2011/12